# Max Jara
José Maximiliano Jara Troncoso (Yerbas Buenas, 21 de agosto de 1884-Santiago, 6 de julio de 1965), más conocido como Max Jara, fue un poeta chileno, ganador del Premio Nacional de Literatura en 1956.

## Biografía
Max Jara nació el 21 de agosto de 1886, en Yerbas Buenas, localidad cercana a Linares. Sus estudios básicos los realizó en Talca. Su interés por la creación literaria se manifestó tempranamente y, en 1899, a los trece años de edad, publicó sus primeros versos en el diario El Deber, de la ciudad de Piduco. En 1901 viajó a Santiago en donde concluyó sus estudios secundarios e ingresó a la Escuela de Medicina de la Universidad de Chile. Abandonó esta carrera al tercer año para dedicarse a la literatura y a la vida bohemia.
A partir de entonces, desempeñó diversos trabajos: fue uno de los escribientes en la 
Facultad de Matemáticas de la Universidad de Chile, realizó distintas labores en la Dirección de Obras Públicas y en la Empresa de los Ferrocarriles del Estado, fue redactor de cables en los diarios El Mercurio y El Diario Ilustrado, profesor e inspector general en la Escuela de Ingeniería y, por último , subjefe administrativo en la Facultad de Ingeniería de la Universidad de Chile.
En 1909, publicó su primer libro "Juventud: poesía romántica", influenciado por la creación lírica de Pedro Antonio González, primo hermano de su padre. Sin embargo, su carácter sereno impregnó su poesía lo que lo distanció de los postulados del romanticismo irradiados por González. El poeta Manuel Silva Acevedo señala que "esta corriente literaria no daba para más", por lo que Jara y sus coetáneos "se vieron obligados a navegar entre dos aguas, donde resultó muy difícil perfilarse con estilo y lenguaje propio". Sobre esta primera etapa de la producción lírica del poeta, Raúl Silva Castro indica: "Los poemas iniciales de Max Jara ofrecían bellos comienzos, estrofas o versos llenos de sentido, armoniosos y elegantes, que eran el fiel reflejo de un alma melancólica y la transcripción meditabunda de sus esperanzas y de sus congojas. Pero no había en casi ninguno de ellos un desarrollo que correspondiera con fidelidad al ansia del poeta por hallar una forma".
En su segundo libro "¿Poesías...?", editado en 1914, Max Jara abandonó definitivamente los resabios simbolistas y se aproximó al romancero vulgar y a la juglaresca medieval española. Este proceso poético se consolidó en  Asonantes: (tono menor)" (1922), que gran parte de la crítica consideró su libro más logrado. Éste volumen mantuvo distancia de la arrolladora influencia de la poesía vanguardista que lideró Vicente Huidobro. Manuel Silva Acevedo destaca de esta obra: "este tercer libro (...) ha logrado plasmar con gran belleza aquello que enuncia en el subtitulo de la obra, vale decir el tono menor". De este modo culminó la empresa de conducir su labor lírica por lo más hondo del sentimiento, lejos de cualquier artilugio cerebral y dentro de un lenguaje formal. De este libro es su "Ojitos de pena", poema que quedó inscrito en la tradición literaria chilena.
Pese a la brevedad de su producción, la calidad de su obra fue reconocida ampliamente por la crítica nacional. En 1916 su labor poética fue recogida en la antología Selva lírica; y en 1956, un jurado compuesto por Eduardo Barrios y Pablo Neruda, entre otros, decidió otorgarle el Premio Nacional de Literatura.
Max Jara fallece en Santiago el 6 de julio de 1965, cuando se acercaba a los 79 años de edad. Sus restos fueron trasladados 26 años más tarde a su ciudad natal donde reposan en una cripta especial frente al Museo Histórico desde el 23 de abril de 1991.

## Obras
- Juventud (1909)
- Poesía (1914)
- Asonantes (1922)